# 同性恋黑手党
同性恋黑手党（英語：Gay Mafia），是一种阴谋论和贬义词。认为同志平权团体或LGBT社群在政治、媒体、文化、宗教和日常生活的幕后拥有更大的组织，因此反对这些组织所计划的同性恋议程。

## 用法

### 天鹅绒黑手党
天鹅绒黑手党（Velvet Mafia）这个词语最早是由记者史蒂文·盖恩斯于1970年代在《星期天纽约每日新闻报》上的专栏“流行之巅（Top of the Pop）”中使用，用来形容英国电影及唱片公司罗伯特·斯蒂格伍德组织的高管们。后来这个词语又被史蒂文·盖恩斯用于自己的影射小说《俱乐部》（The Club）， 用来形容那些混迹于54俱乐部内拥有极大影响力的同性恋族群。据称，天鹅绒黑手党所包括的男同性恋者有：卡尔文·克莱因、大卫·格芬、杜鲁门·卡波特、阿伦·卡尔、侯司顿和安迪·沃荷等人。这个词语在当时据说是玩笑性质的反讽。

### 脚注
1. 1 2  在英文里，和有暗示或指代同性恋族群的含义[1]。

### 出典
1. ↑  . 中国日报.   [2020-03-24]. （原始内容存档于2019-12-29）.
2. ↑  J. Bryan Lowder. . 批评杂志（英语：Slate (magazine)）.   [2020-03-24]. （原始内容存档于2018-09-14）.

### 文献
- Michael S. Sherry. . Univ of North Carolina Press. 2007-09-10. ISBN 9780807885895.
- Thomas Mallon. . The New York Times.   [2020-03-24]. （原始内容存档于2021-01-25）.
- Lisa Montanarelli. . SFGate. San Francisco Chronicle.   [2020-03-24]. （原始内容存档于2011-05-25）.

## 延伸阅读
- Gregory Woods. . The Gay and Lesbian Review Worldwide (Harvard Gay and Lesbian Review Worldwide Inc.). 2003, 10 (3): 11–13  [2020-03-24]. ISSN 1532-1118. （原始内容存档于2021-02-23）.
- Randy Engel. . New Engel Publishing. 2011. ISBN 9780977860142.
- Gregory Woods. . Yale University Press. 2017-11-21  [2020-03-24]. ISBN 9780300234992. （原始内容存档于2022-06-09）.